# Tacnai Nemzeti Vasútmúzeum
A Nemzeti Vasútmúzeum a perui Tacna egyik nevezetessége, amit a régi vasútállomáson alakítottak ki 1978-ban.

## Története
Tacna és környéke történetében igen régóta játszott fontos szerepet a vasút: a Tacna és Arica közötti, 62 km-es vaspálya volt Dél-Amerika nyugati részének harmadik megnyitott vonala (a Lima–Callao és a Copiapó–Caldera vasutak után). Építésének kezdeményezője José Hegan (az aricai vámállomás építője) volt, aki az 1852-ben megkötött szerződés szerint a megnyitás után 99 évig részesülhetett (volna) a haszonból. A Walter Evans mérnökre bízott építkezésben 400 kínai munkás vett részt. Bár az első vonat már 1855. december 25-én végigment az elkészült sínen, de a hivatalos átadás csak 1856. január 1-én történt meg. A tacnai állomás épületét 1855 nyarán kezdték el építeni.
A múzeum kialakítása 1977-ben kezdődött el az állomásépületben. A 2010-es évek végére megszülettek a tervek az állomásépület és a múzeum felújítására és turisztikai vonzerejének növelésére.

## Leírás
A múzeumot a város belsejében található egykori vasútállomás épületében és annak környékén rendezték be. Ez a Gergorio Albarracín és a Május 2. utak találkozásánál található. Az állomás 90%-ban még eredeti, 19. századi elemeit őrzi. Amellett, hogy régi vasúti járműveket állítottak ki, találhatók itt régi fényképek, újságcikkek és hivatalos iratok is, többségében a vasúttal kapcsolatban.
Az egyik teremben olyan fényképek és dokumentumok láthatók, amelyek az 1901 júliusában megtartott zászlómenettel illetve a 3. számú mozdonnyal kapcsolatosak, de vannak itt példányai a La Voz del Sur című, a Barreto testvérek által szerkesztett lapnak is, amely a város chilei megszállásának idején jelent meg. A Peru nevű teremben fényképes falak mellett az ország különböző vasútjairól származó gépalkatrészek láthatók, egy másik szobában pedig nemzetközi bélyeggyűjtemény kapott helyet, ahol vasúttal kapcsolatos bélyegeket gyűjtöttek össze. A múzeumhoz tartozik egy olyan terület is, ahol vas- és bronzöntő kemencéket mutatnak be, az itt előállított vasúti alkatrészekhez szükséges öntőformákkal együtt.
A járművek gyűjteménye magába foglal régi mozdonyokat, első, másod- és harmadosztályú személykocsikat, egy étkezőkocsit, egy 1924-ből származó luxuskivitelű sínautót, és olyan vagonokat is, amelyekkel 1880-ban José Joaquín Inclán katonáit szállították az aricai csatába.

## Képek

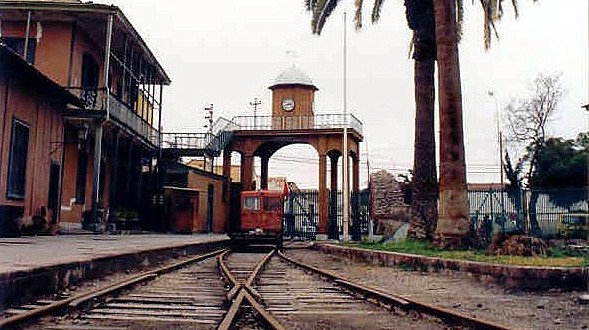
A múzeum helyszíne
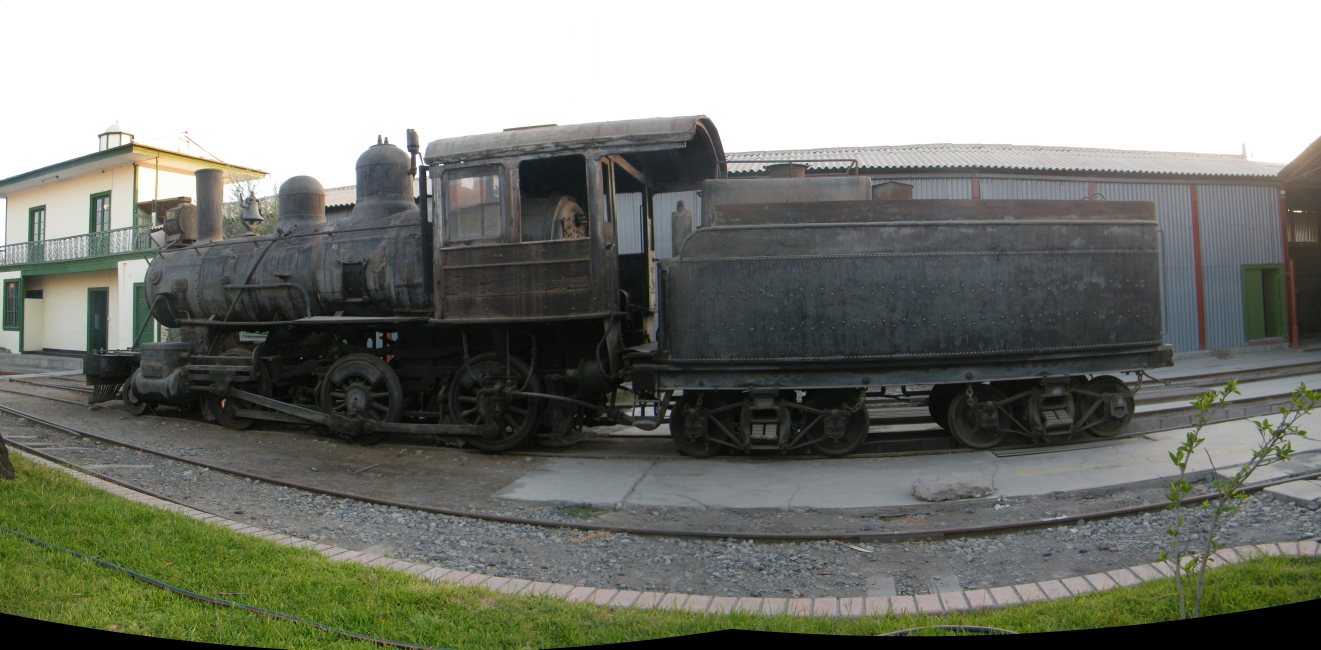
Gőzmozdony kocsival
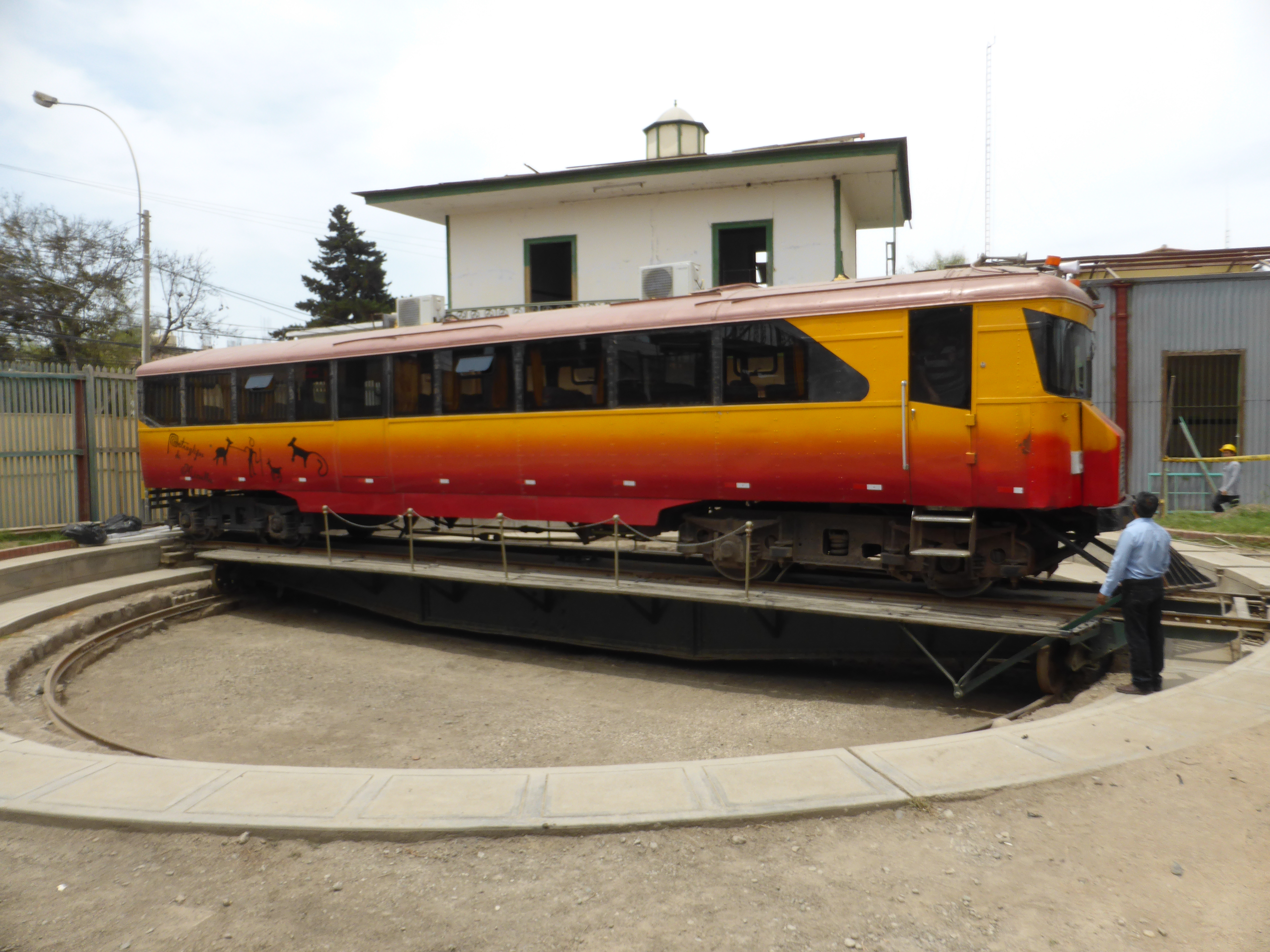
A 261-es számú turisztikai kocsi egy fordítókorongon
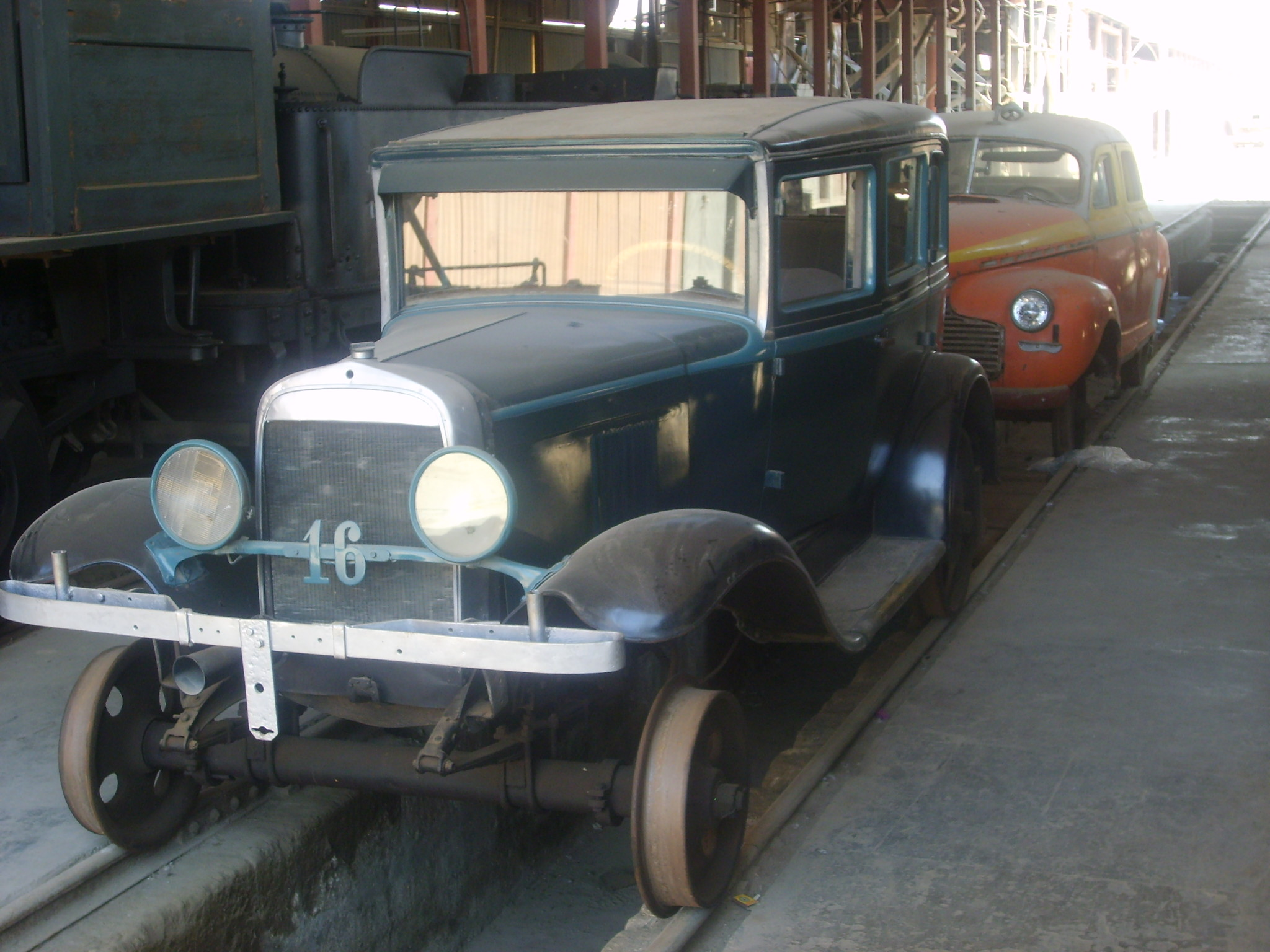
Sínautók